# Adriano La Regina
Adriano La Regina (geboren am 6. August 1937 in Neapel) ist ein italienischer Klassischer Archäologe und Etruskologe.

## Leben und Wirken
Nachdem Adriano La Regina 1955 die Reading High School in Reading, Massachusetts absolviert hatte, legte er sein Abitur 1956 in Rom ab. Es folgte ein geisteswissenschaftliches Studium an der Universität La Sapienza in Rom, das er 1962 mit der Laurea abschloss. Ab 1964 war er für die Soprintendenza der Abruzzen, ab 1971 in leitender Funktion für die Soprintendenza der Region Molise tätig, unterbrochen 1968/69 von einem postdoktoralen Studium der Alten Geschichte bei Ronald Syme an der University of Oxford.
Von 1969 bis 1974 arbeitete La Regina als Lehrbeauftragter (professore incaricato) an der Universität Perugia, erhielt aber bereits 1971 mit der libera docenza die Lehrberechtigung für die Topographie des antiken Italien. Nach der Neustrukturierung des italienischen Ministeriums für Kulturgüter und Tourismus im Jahr 1975 wurde er 1976 Leiter der Soprintendenza der Altertümer Roms, eine Position, die er bis 2004 innehatte.
Nach erfolgreicher Bewerbung erhielt La Regina 1986 den Ruf auf den Lehrstuhl für Etruskologie und italische Antike an der Universität Padua. Im Jahr 2002 wechselte er auf den entsprechenden Lehrstuhl der Universität Molise, 2004 schließlich an die Universität La Sapienza. Im selben Jahr übernahm er die Präsidentschaft des Istituto Nazionale di Archeologia e Storia dell’Arte. Zudem wurde er 2009 zum Präsidenten der Associazione Internazionale di Archeologia Classica gewählt, deren Direktivrat er immer noch angehört.
Adriano La Regina ist ein ausgewiesener Kenner der italischen Frühgeschichte, insbesondere der Etrusker und Samniten. Darüber hinaus beschäftigt er sich mit Themen der Klassischen Archäologie und museumsdidaktischen Fragestellungen. Seine rigorose Amtsführung als Soprintendent in Rom, die den Schutz der ihm unterstellten römischen Altertümer an erster Stelle sah, brachte ihm den Spitznamen „signor no“ ein, da er sich gegen zahlreiche, in seinen Augen die Altertümer gefährdende Vorhaben stemmte.
Für seine Tätigkeit empfing Adriano La Regina zahlreiche Auszeichnungen. So erhielt er für von ihm initiierte Restaurierungsarbeiten im Jahr 2000 den Umberto-Zanotti-Bianco-Preis der Denkmal- und Umweltschutzorganisation Italia Nostra. Im folgenden Jahr bekam er für seine herausragenden Bemühungen um die Bewahrung von Kunst- und Kulturdenkmälern den Rotondi Award. Die Republik Italien verlieh ihm 2005 die Goldmedaille mit Diplom 1. Klasse für seine Verdienste um Kultur und Kunst. La Regina ist Mitglied in nationalen und internationalen altertumswissenschaftlichen Institutionen, Einrichtungen und Akademien.

## Mitgliedschaften
- Deutsches Archäologisches Institut
- Istituto Nazionale di Studi Etruschi ed Italici
- Fellow ehrenhalber der British School at Rome
- Accademia Nazionale dei Lincei
- Pontificia Accademia Romana di Archeologia
- Società Magna Grecia

## Ehrungen
- Komtur des Löwen-Ordens von Finnland
- Ehrenbürger von Pietrabbondante
- Goldmedaille der Republik Italien für die Verdienste um Kultur und Kunst
- Ehrendoktor der Amerikanischen Universität Rom

## Publikationen (Auswahl)
- mit Filippo Coarelli: Abruzzo, Molise. Laterza, Rom/Bari 1984.
- I sanniti. Libri Scheiwiller, Mailand 1989.
- als Herausgeber: Palazzo Massimo alle Terme. Electa, Mailand 1998.
- als Herausgeber: L’Arte dell’assedio di Apollodoro di Damasco. Electa, Mailand 1999.
- Roma: l’archeologia del Novecento e le nuove prospettive degli studi. Unione internazionale degli istituti di archeologia, storia e storia dell’arte in Roma, Rom 1999.
- als Herausgeber: Sangue e arena. Ausstellungskatalog Rom 2001–2002. Electa, Mailand 2001.
- als Herausgeber: Guida archeologica di Roma. Electa, Mailand 2004.
- als Herausgeber mit Pietro A. Valentino: La formazione vale un patrimonio. Beni culturali, saperi, occupazione. Giunti, Florenz 2007.
- als Herausgeber: Circhi e ippodromi. Le corse dei cavalli nel mondo antico. Cosmopoli, Rom 2007.
- Museo nazionale romano. Electa, Mailand 2007.
- als Herausgeber: L’archeologia e il suo pubblico. Giunti, Florenz/Mailand 2009.